# Blow
Blow är en amerikansk film från 2001 i regi av Ted Demme.

## Handling
Filmen handlar om George Jung (Johnny Depp) som flyttar till Kalifornien med en kompis när de är unga. De börjar sälja marijuana på stränder och blir populära. Till slut blir George tagen av polisen som har hittat en massa marijuana som tillhör honom. I fängelse träffar han en kokainhandlare som han börjar samarbeta med efter att de blivit fria.

## Om filmen
Blow är en biografisk film regisserad av Ted Demme som skildrar livet av den amerikanska kokainsmugglaren George Jung. Filmens titel kommer från ett slanguttryck som betyder kokain.

## Rollista (i urval)
- Johnny Depp - George Jung
- Penélope Cruz - Mirtha Jung
- Franka Potente - Barbara Buckley
- Rachel Griffiths - Ermine Jung
- Paul Reubens - Derek Foreal
- Jordi Mollà - Diego Delgado
- Cliff Curtis - Pablo Escobar
- Miguel Sandoval - Augusto Oliveras
- Ethan Suplee - Tuna
- Ray Liotta - Fred Jung
- Bobcat Goldthwait - Mr. T
- Emma Roberts - ung Kristina Jung